# الطائر المبكر (مسلسل)

## القصة
تبدأ القصة بسنام فتاة شابة تعمل في بقالة والدها، تجد نفسها مجبرة على الزواج ان لم تجد عملا .هي فتاة مختلفة عن اختها ليلى فهي طبيعية ومرحة و مليئة بالحيوية. و خلال بحثها عن العمل، تكتشف ان شركة الاعلانات التي تعمل فيها اختها ليلى يبحثون عن عاملة مساعدة فتقوم بالتسجيل للحصول على الوظيفة وبعد بدأ العمل هناك ستبدأ مغامرة جديدة.
السيد عزيز هو مدير المجلة وهو اب الشابين :- جان وايمره في نفس اليوم الذي تبدأ فيه سنام العمل تقوم الشركة بإقامة حفلة، وفي تلك الليلة يمكننا ان نقول انه كان أول لقاء بين سنام وجان مع انهما لم يتمكنان من رؤية وجه بعضهما البعض، بطريقة غريبة نوعا ما ورومانسية و بعدما تبدأ سنام العمل تجد نفسها داخل احداث غريبة وضدد القانون . وبغض النظر عن ذالك فسوف ستقابل ابن المدير جان سيحدث تقارب بينهما مما سيغير مجرى الاحداث جان شاب يملك روح المغامرة لاخر درجة وبعيد عن الحسابات الصغير لحياة المدينة .يعشق الطبيعة وهو شاب رياضي هذه الصفات ستكون سببا لخلق رابط خاص بينه وبين سنام، لتبدأ قصة حبهما وسيكون هناك تدخل بعض الاشخاص لتفرقتهما بشتى الطرق.

## أبطال المسلسل
- جان بطولة (جان يامان)
- سنام بطولة (ديميت اوزدمير)
- أوزنور سيرتشيلار بدور (ليلى)
- أوزلام توك أصلان بدور (موكبة ام ليلى وسنام)
- جاران تاسجي بدور (ايهان صديقة سنام وليلى)
- جيهان إيرجان بدور (زبرجد)
- بيرات ينيلماز بدور (نهاد اب ليلى وسنام )
- بيراند تونجا بدور ( ايمره )
- توغتشي كومرال بدور ( درين )
- انيل تشيليك بدور ( جيجي- جينغيز )
- علي ياغجي بدور ( عثمان )

## روابط خارجية
- الطائر المبكر على موقع IMDb (الإنجليزية)
- الطائر المبكر على موقع فيلمافينيتي (الإسبانية)
- الطائر المبكر على موقع كينوبويسك (الروسية)
- الطائر المبكر على موقع قاعدة بيانات الفيلم (الإنجليزية)